# Бюстарре, Жан
Жан Бюстарре (25 января 1904, Бордо, Франция — 5 октября 1988, Франция) — французский растениевод, член Французской сельскохозяйственной академии.

## Биография
Родился Жан Бюстарре 25 января 1904 года в Бордо. В 1925 году поступил в Национальный институт агрономии, который окончил в 1930 году. После окончания учёбы, поступил на работу в Дижонскую станцию селекции растений, где проработав до 1938 года перешёл на Версальскую Центральную станцию селекции растений, где проработав до 1944 года был избран директором указанной станции и данную должность занимал до 1948 года, после этого год вновь работал в качестве научного сотрудника. В 1949 году стал главным инспектором сельскохозяйственных исследований и проработав в данной должности до 1963 года перешёл в Национальный институт сельскохозяйственных исследований, где был избран генеральным директором и работал вплоть до 1972 года, после чего вышел на пенсию.
Скончался Жан Бюстарре 5 октября 1988 года во Франции.

## Научные работы
Основные научные работы посвящены растениеводству и агрономии.
- Внёс огромный вклад в организацию сельскохозяйственных научных исследований.
- Разрабатывал научные основы и методы селекции и генетики сельскохозяйственных культур.

## Членство в обществах
- Иностранный член ВАСХНИЛ (1970—88).
- Член Королевской шведской академии сельского хозяйства и лесоводства (1968—88).
- Почётный член ряда академий наук и научных обществ.